# Harry Vanda
Harry Vanda (nacido como Johannes Herdrikus Jacob van dan Berg, 22 de marzo de 1946) es un músico, escritor y productor australiano de origen holandés.
Es conocido principalmente por ser miembro de la banda australiana de rock The Easybeats. Fue miembro del dúo de escritura/producción Vanda & Young junto a George Young.

## Carrera
La familia de Vanda migró a Australia desde los Países Bajos en 1963 y se estableció en Sydney. Vanda, quien había sido guitarrista de la banda The Starfighters, llegó a la fama en 1964 como el guitarrista principal de la popular banda australiana The Easybeats. Ese mismo año conoció al guitarrista rítmico George Young en el albergue de inmigrantes de Villawood. En 2007, la revista Australian Musician seleccionó este evento como el más significativo de la música pop y rock australiana.

## Honores
En 1988 fue incluido en el Salón de la Fama ARIA (Australian Recording Industry Association) junto a George Young.

## Lista de canciones escritas por Vanda & Young
- "Friday On My Mind" - The Easybeats, David Bowie, London, Gary Moore (1987), Richard Thompson
- "Good Times" - The Easybeats, INXS & Jimmy Barnes (1986)
- "Evie, Parts 1, 2 & 3" - Stevie Wright (1974), Pat Travers Band (1978), The Wrights (Banda australiana) (2004), Suzi Quatro
- "Hard Road" - Stevie Wright, Rod Stewart
- "Black Eyed Bruiser" - Stevie Wright (1975), Rose Tattoo (2007)
- "Love is in the Air" - John Paul Young (1978)/(1992)
- "Standing In The Rain" - John Paul Young (1976)
- "I Hate The Music" - John Paul Young (1976)
- "Yesterday's Hero" - John Paul Young (1975), Bay City Rollers (1976)
- "Down Among the Dead Men" - Flash and the Pan (1978)
- "Hey St Peter" - Flash and the Pan 1976
- "Walking in the Rain" - Flash and the Pan, Grace Jones
- "Waiting for a Train" - Flash and the Pan
- "Midnight Man" - Flash and the Pan
- "Runnin' for the Red Light (I Gotta Life)" - Meat Loaf
- "Show No Mercy" - Mark Williams (1990)